# Liriomyza buhri
Liriomyza buhri este o specie de muște din genul Liriomyza, familia Agromyzidae, descrisă de Erich Martin Hering în anul 1937.
Este endemică în Germania. Conform Catalogue of Life specia Liriomyza buhri nu are subspecii cunoscute.